# Палмови цивети (род)
Палмови цивети (Paradoxurus) е род от три палмови цивети в семейство Виверови, който е наименован и описан за първи път от Фредерик Кювие през 1822 г.

## Характеристики
Видовете Палмови цивети имат широка глава, тясна муцуна с голям ринариум, който е дълбоко извит в средата. Големите им уши са закръглени на върха. Опашката е дълга почти колкото главата и тялото.

## Таксономия
От 2005 г. този род е дефиниран като включващ три вида, местни за Югоизточна Азия:
| Име                                                       | Изображение | Разпределение       |
| --------------------------------------------------------- | ----------- | ------------------- |
| Азиатска палмова цивета, P. hermaphroditus (Pallas, 1777) |             |                     |
| Златна палмова цивета, P. zeylonensis Pallas, 1778        |             | Шри Ланка           |
| Южноиндийски мусанг, P. jerdoni Blanford, 1885            |             | Западни Гати, Индия |

## Външни връзки
- В Общомедия има медийни файлове относно Палмови цивети (род)

|  | Тази страница частично или изцяло представлява превод на страницата Paradoxurus в Уикипедия на английски. Оригиналният текст, както и този превод, са защитени от Лиценза „Криейтив Комънс – Признание – Споделяне на споделеното“, а за съдържание, създадено преди юни 2009 година – от Лиценза за свободна документация на ГНУ. Прегледайте историята на редакциите на оригиналната страница, както и на преводната страница, за да видите списъка на съавторите. ВАЖНО: Този шаблон се отнася единствено до авторските права върху съдържанието на статията. Добавянето му не отменя изискването да се посочват конкретни източници на твърденията, които да бъдат благонадеждни. |